# Toshihiko Koga
Toshihiko Koga (jap. 古賀 稔彦, Koga Toshihiko; * 21. November 1967 in der Präfektur Saga, Japan; † 24. März 2021 in Kawasaki) war ein japanischer Judoka, der in den Gewichtsklassen bis 71 kg und bis 78 kg dreimal Weltmeister und einmal Olympiasieger wurde. Koga war neben seinen Wettkampferfolgen für seine Spezialtechnik Seoi-nage bekannt, insbesondere für die nach ihm benannte, entgegen der normalen Fassart, von außen eingedrehte Variante, den sogenannten Koga-Seoi-nage.

## Erfolge
- Junioren-Weltmeister (-71 kg) 1986
- 3. Platz bei der Weltmeisterschaft (-71 kg) 1987
- Weltmeister (-71 kg) 1989
- Finalteilnehmer bei der Alljapanischen Meisterschaft 1990
- Weltmeister (-71 kg) 1991
- Goldmedaille bei den Olympischen Spielen in Barcelona (-71 kg) 1992
- Weltmeister (-78 kg) 1995
- Silbermedaille bei den Olympischen Spielen in Atlanta (-78 kg) 1996